# 2008-as magyarországi népszavazás
A 2008-as magyarországi népszavazást („szociális vagy háromigenes népszavazás”) a Fidesz–KDNP népszavazási kezdeményezése nyomán 2007. december 17-én írta ki az Országgyűlés a vizitdíj, a képzési hozzájárulás és a kórházi napidíj megszüntetése ügyében. A népszavazás időpontját Sólyom László köztársasági elnök 2008. március 9-ére tűzte ki. A kampány során a KDNP és a Fidesz a díjak eltörlését támogató igen válaszokra buzdított, míg a kormányzó MSZP és SZDSZ a díjak megtartását támogatta. A szavazás nem várt magas részvétellel és mindhárom díj esetében az eltörlést támogató igen szavazatok 82% körüli győzelmével zárult. Az eredménynek valószínűleg szerepe volt a kormánykoalíció egy hónappal későbbi felbomlásában.

## Háttér
A 2006-os országgyűlési választásokat követően bevezetett reformintézkedések heves vitához vezettek és kiváltották a társadalom egyes rétegeinek ellenállását. A Fidesz és a KDNP kezdettől fogva nem értett egyet a reform egyes lépéseivel (sőt, még a reform megnevezést is elutasította és pénzbegyűjtésnek nevezte őket), ezért 2006 őszén országos ügydöntő népszavazást kezdeményeztek a kormányzati reformpolitika emblematikus intézkedései ellen.  Az eredeti hét kérdés közül kettő (vizitdíj és tandíj) jutott el a népszavazási kérdésként való hitelesítésig, míg ezekhez a kórházi napidíjat visszavonatni szándékozó kérdés társult. Az Országos Választási Bizottság (OVB) csak 2007 őszén, az Alkotmánybíróság határozata után hitelesítette a kérdéseket, amelyekre a két ellenzéki párt megkezdte az aláírásgyűjtést. A rövid idő alatt összegyűlt aláírásokat a Fidesz képviselője, Tarlós István adta le 2007. október 24-én. Az OVB december 5-én hitelesítette a leadott aláírásokat. Az Országgyűlés december 17-én nagy szavazattöbbséggel a népszavazás kiírása mellett döntött. Az Országgyűlés határozata ellen magánszemélyek kifogást emeltek az Alkotmánybíróság előtt, amelyet 2008. január 22-én a bírák elutasítottak. Eztán a köztársasági elnök 2008. március 9-ére tűzte ki a szavazás időpontját.

## Kérdések
- Egyetért-e Ön azzal, hogy a fekvőbeteg-gyógyintézeti ellátásért a jelen kérdésben megtartott népszavazást követő év január 1-jétől ne kelljen kórházi napidíjat fizetni?
- Egyetért-e Ön azzal, hogy a háziorvosi ellátásért, fogászati ellátásért és a járóbeteg-szakellátásért a jelen kérdésben megtartott népszavazást követő év január 1-jétől ne kelljen vizitdíjat fizetni?
- Egyetért-e Ön azzal, hogy az államilag támogatott felsőfokú tanulmányokat folytató hallgatóknak ne kelljen képzési hozzájárulást fizetni?

## A kampány

### Kampány azigenek mellett
A parlamenti pártok közül a népszavazást kezdeményező KDNP és Fidesz folytatott aktív igen-párti kampányt. A Fidesz 2007 őszén kezdte népszavazási előkampányát, melyet Tarlós István vezetett. Országjárása során Tarlós számos vidéki települést keresett fel, hogy a népszavazáson való részvételt és az igen válaszokat népszerűsítse. A pártot vezető Orbán Viktor csak a kampány kései szakaszában jelent meg ténylegesen. Kiemelt sajtófigyelmet kapott Orbán Viktornak a veszprémi kórházban tett látogatása, ahol az MSZP egykori egészségügyi miniszterének vendégeként tárgyalt az egészségügyi rendszer problémáiról. A Fidesz a szavazás előtt egy hónappal kezdett utcai plakátkampányba, amelynek első jelszava a 3 igennel sokat spórolhatsz! volt, amelyet sok kritika ért. A kampány fő jelmondata végül A jövő 3 igennel kezdődik! lett, amelyet személyesen Orbán Viktor indított útjára 2008-as évértékelő beszédében. A párt utcai- és óriásplakátokon, illetve rádiós- és televíziós hirdetésekben is az igenek támogatására buzdított. A kampányzárás előtti napokban jelentek meg az újabb vitát kiváltó Igen, eltöröljük őket! feliratú plakátok.

### Kampány anemek mellett

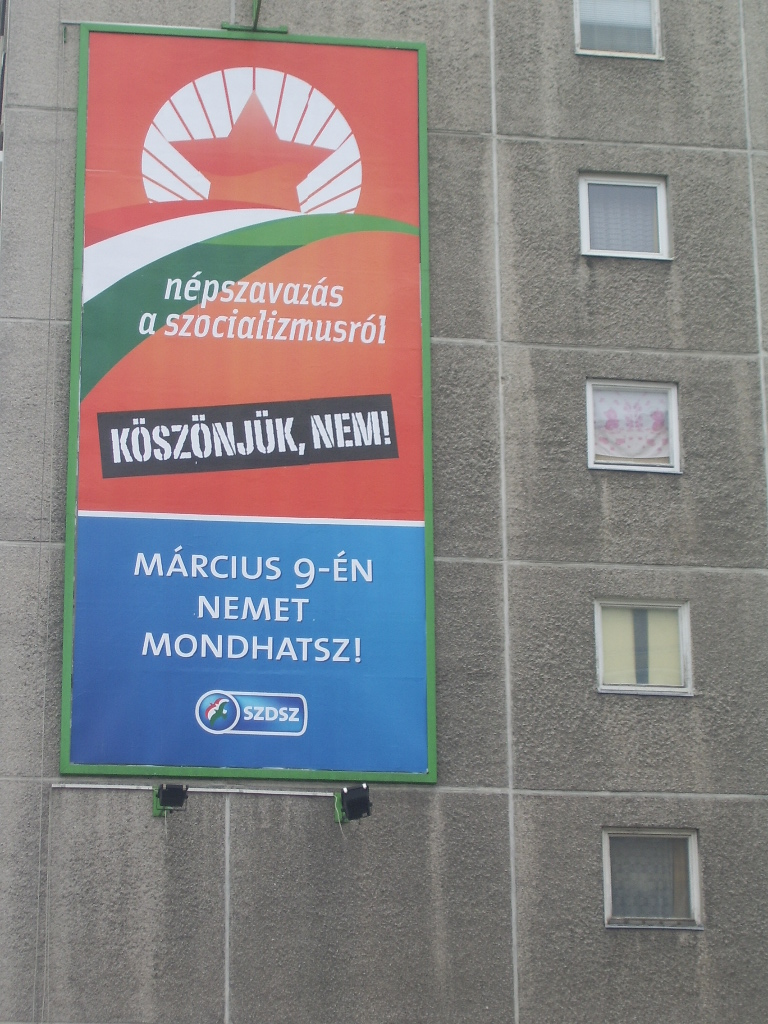
Az SZDSZ plakátja

Elsőként az SZDSZ kampánystábja bontott zászlót. Már 2007. december 30-án bemutatták a párt népszavazási óriásplakátját. Az SZDSZ Horn Gábort bízta meg a párt kampányának vezetésével. Horn a nem válaszok nyílt támogatása mellett állt ki és ennek jegyében kezdte meg kampányát. Az SZDSZ 50-100 millió forintot kívánt elkölteni. A liberális párt   tényleges kampánya február 7-én, a debreceni pártfórum után kezdődött. A tandíj esetében Magyar Bálint, a vizitdíj esetében Horváth Ágnes, a kórházi napidíj esetében Horn Gábor vezetésével kampányoltak. A három politikus minden nap egy érvet tett közzé, amellyel a nem válaszra buzdítottak. Nagy vitát váltott ki a párt népszavazási szlogenje („Népszavazás a szocializmusról”) és a Fidesz népszavazási logójából készített vöröscsillagos „ellenlogo”. A kampányharc utolsó heteiben jelentek meg az SZDSZ óriásplakátjai és TV-hirdetései, amelyekben agymosásnak tüntették fel az igenek melletti érveket.
Az MSZP a január 12-13-i hétvégén Egerben rendezett tanácskozáson határozott a kampánystratégiáról. Az egri tanácskozás előtt a szocialista stratégák elképzelhetőnek tartották, hogy a baloldali párt a kampányból csöndesen kimaradva a szavazás eredménytelenségére spekuláljon. Ennek érdekében a közhangulatot csitító kampányt javasoltak. Az ülés előtt Juhász Ferencet nevezték ki a választási hadjárat politikai vezetőjévé. Egerben az MSZP döntéshozói végül egy  visszafogott, tájékoztató jellegű kampány mellett határoztak, amellyel a Fideszt cáfolni, a szavazókat pedig a nem szavazat leadására akarták buzdítani. A hűvös hozzáállástól az MSZP politikusai azt remélték, hogy élét vehetik a Fidesz „kormánybuktató népszavazás” jelszavának. A szocialisták nem hirdettek a televíziókban, mindössze rádióban és utcai óriásplakátokon reklámozták álláspontjukat. A párt a „Józan ész nevében” szlogennel látta el plakátjait, amelyeknek sem visszafogott színvilága, sem látványelemei nem idézték a szocialisták korábbi sikeres kampányait.
A kormányzat a népszavazási kampánytól látszólag függetlenül az országos napi- és hetilapokban, illetve óriásplakátokon is közzétett hirdetéseket, amelyek a megkezdett reformfolyamat pozitív hatásairól tájékoztattatták az olvasókat. Bár ezek a hirdetések nyíltan nem foglaltak állást egyik válaszlehetőség mellett sem, de kétségkívül a népszavazási kérdések által támadott díjak szükségessége mellett kardoskodtak. A kormányzat januárban még elismerte, hogy a tájékoztató kampány célja a nem válaszok számának növelése, később ezt már tagadták.

### Az MDF magatartása
Egyetlen parlamenti pártként az MDF maradt távol a pártok népszavazási küzdelmétől. A konzervatív párt nyilvánosan nem támogatta egyik álláspontot sem. Az MDF többször kifejezte, hogy a párt véleménye szerint a népszavazás intézménye nem ilyen kérdések megvitatására való. A párt előre jelezte, hogy távol tartja magát a kampánytól és semmilyen pénzt nem költ el a népszavazás érdekében. A párt álláspontját kommunikálandó az MDF-frakció a népszavazás estéjét a parlamentben töltötte.

## Közvélemény-kutatási adatok
A 2007 szeptemberének elején nyilvánosságra hozott közvélemény-kutatási eredmények szerint a „kilencigenes” eredmény lett volna a legvalószínűbb, tehát mind a Fidesz, mind Kálmán László kérdéseire igent mondtak volna a választók. (Ez az eredmény arra utal, hogy a népszavazás kimenetelét már a kérdésfeltevés módja döntően befolyásolja, így ez a tényező a későbbi népszavazásokon sem hagyható figyelmen kívül.) Ekkor megkérdezettek 44%-a mondta biztosra a részvételét a népszavazáson.

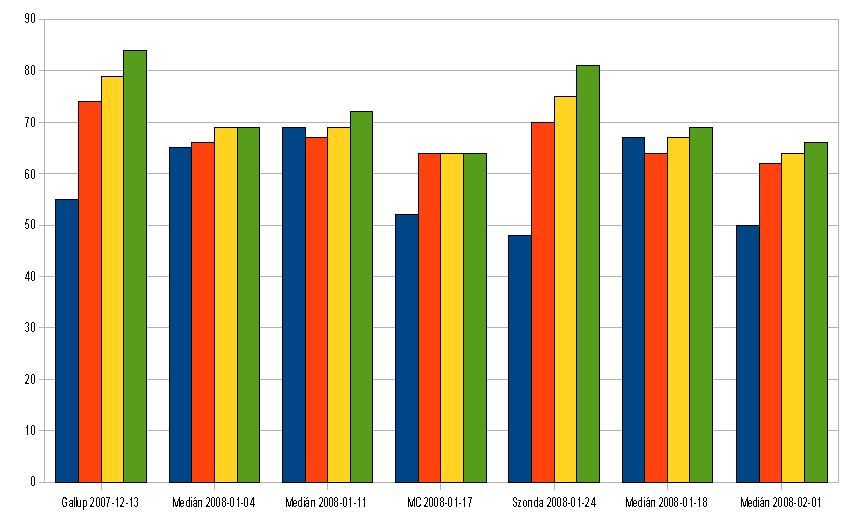
Különböző közvéleménykutatások eredményei

A Medián közvéleménykutató cég januári, 3600 fős felmérése szerint mindhárom kérdésben közel kétharmados fölényben voltak az igenek Ábra az igenek-nemek arányáról. A szavazási szándék vizsgálatánál a közvélemény-kutató cég szerint a szavazók 47%-a ígérte biztosan részvételét, további 20% valószínűsítette, hogy elmegy majd szavazni. A lakosságnak csak 20 százaléka zárkózott el a népszavazási részvételtől.
A Szonda Ipsos 2008. januárban készített felmérése szerint a megkérdezett szavazásra jogosult állampolgárok 48 százaléka jelezte, hogy elmenne a népszavazásra, a Fidesz választói körében ez az arány 69%, míg az MSZP-szimpatizánsok körében 45% százalék volt. A kórházi napidíj eltörlését a válaszadók 81%-a támogatta, az igen mellett kívánt voksolni a Fidesz-szavazók 94%-a és az MSZP-szavazók 61%-a. A vizitdíjat a megkérdezettek 75% törölte volna el, igennel kívánt szavazni a Fidesz-szavazók 93% és az MSZP-t választók 45%. A tandíj eltörlését a szavazók 70% támogatta, igennel voksolt volna az MSZP-szavazók 35%-a, a Fidesz-szavazók 92%-a.

### Háziorvosok és a vizitdíj
A Spatium Consulting piackutató cég 2007 decemberi vizsgálatában a háziorvosok nagyobb része egyetértett a vizitdíjjal: 42 százalék ítéli pozitívnak a vizitdíj bevezetését, 34 százalék elutasítja. A városokban dolgozók többsége pártoló, a kistelepüléseken praktizálók közül a támogatók és az elutasítók fele-fele arányban vannak.
A pártolók egy kisebb csoportja aláírásgyűjtésbe kezdett a vizitdíj megtartásáért, a plusz finanszírozás és a fejlesztés lehetőségének érdekében. Bár a pártolók csoportjának nevében nyilatkozó Komáromi Zoltán civil háziorvos állása mellett, az egészségügyi miniszter által kinevezett országos háziorvosi szakfelügyelő.

## Részvétel
| 7:00  | 9:00  | 11:00  | 13:00  | 15:00  | 17:30  | 19:00  |
| ----- | ----- | ------ | ------ | ------ | ------ | ------ |
| 1,13% | 7,66% | 18,69% | 26,92% | 35,71% | 46,34% | 50,49% |

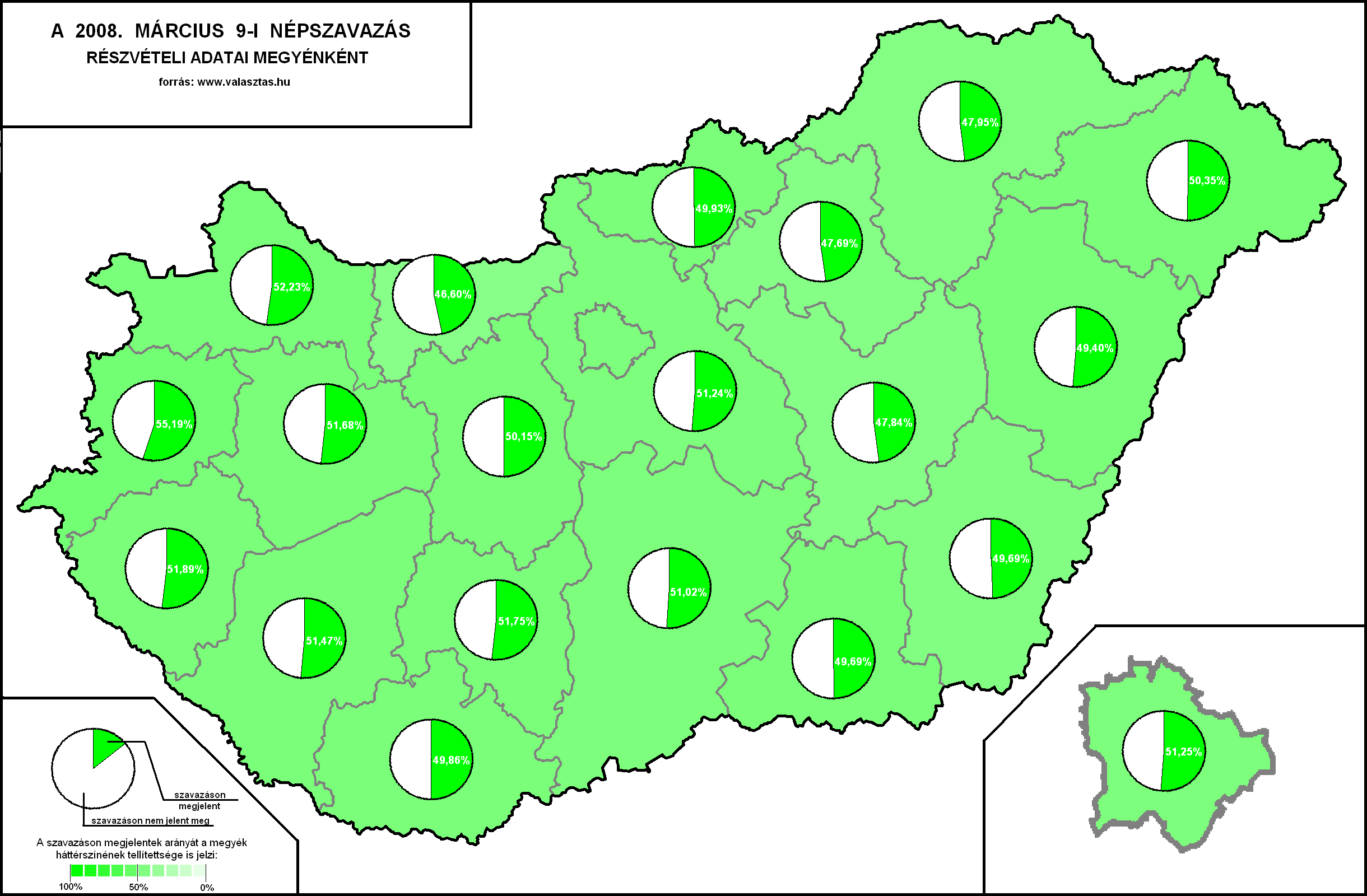
A népszavazás részvételi adatai térképen

A korábbi választásokon és népszavazásokon kiugró részvételi arányt mértek Budapesten, míg a megyék között a nyugati megyékben volt legmagasabb a részvétel, a keleti megyékben pedig a legalacsonyabb. Ezúttal Budapesten nem volt kiugró a szavazók aránya, a legkevesebben pedig Komárom-Esztergom megyében szavaztak. Elmondható, hogy a hagyományosan baloldalinak tartott vidékeken a megszokottnál kisebb volt a választási aktivitás és az országos különbségek sem tűntek ki olyan élesen.

## Eredmények

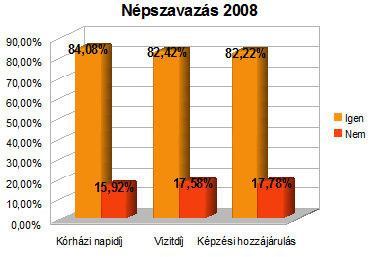
A 2008-as népszavazás eredménye

A népszavazás 50,51%-os részvétel mellett érvényes és eredményes volt. Mindhárom kérdésben az igenek győztek, a népakarat a díjak megszüntetésére irányult.
| A szociális kérdésekben tartott népszavazás eredménye (2008. március 9.) |                           |                                |                    |                                |                  |                                |
| A szavazásra jogosultak száma                                            | 8 042 272 fő              | 8 042 272 fő                   | 8 042 272 fő       | 100%                           | 100%             | 100%                           |
| A megjelentek száma                                                      | 4 061 015 fő              | 4 061 015 fő                   | 4 061 015 fő       | 50,51%                         | 50,51%           | 50,51%                         |
| Kérdés                                                                   | Kórházi napidíj eltörlése | Kórházi napidíj eltörlése      | Vizitdíj eltörlése | Vizitdíj eltörlése             | Tandíj eltörlése | Tandíj eltörlése               |
| Leadott szavazólapok száma                                               | 4 059 185                 |                                | 4 059 201          |                                | 4 059 121        |                                |
| - Ebből érvénytelen szavazat                                             | 32 268                    | a leadott szavazólapok 0,79%-a | 29 605             | a leadott szavazólapok 0,73%-a | 33 863           | a leadott szavazólapok 0,83%-a |
| - Ebből érvényes szavazat                                                |                           |                                |                    |                                |                  |                                |
| Válaszok                                                                 | száma                     | százalék                       | száma              | százalék                       | száma            | százalék                       |
| Igen                                                                     | 3 385 981                 | 84,08 (41,16)                  | 3 321 313          | 82,42 (41,31)                  | 3 309 616        | 82,22 (41,15)                  |
| Nem                                                                      | 640 936                   | 15,92 (8,90)                   | 708 283            | 17,58 (8,81)                   | 715 642          | 17,78 (8,90)                   |
| Összesen                                                                 | 4 026 917                 | 100 (50,07)                    | 4 029 596          | 100 (50,11)                    | 4 025 258        | 100 (50,05)                    |

## Reakciók

### A kormánypártok és az ellenzék reakciói
A népszavazás eredménye és a magas részvétel érzékenyen érintette a kormányzó SZDSZ-t és
MSZP-t. Az SZDSZ-es Magyar Bálint elmondta, hogy a szavazás eredménye várható volt, ugyanakkor meglepődött a nem várt magas részvételi arányon. Kijelentette, hogy a tandíj eltörlése igazságtalan helyzetet konzervál. A szintén liberális Horváth Ágnes egészségügyi miniszter szerint a megkezdett reformoknak a népszavazási eredménytől függetlenül folytatódniuk kell és az állam nem fogja kipótolni a kieső díjak okozta veszteségeket. Gyurcsány Ferenc kormányfő szerint a népszavazás eredménye várható volt, de a Fidesz emberek pénztárcájára apelláló kezdeményezése az országot gyengíti. Gyurcsány szerint bár a díjakat eltörölték, de vereséget szenvedett a Orbán Viktor valódi szándéka, a kormány leváltása. Orbán Viktor szerint viszont a szavazás eredménye az össznépi érdek kormánypolitikával szembeni érvényesítését jelenti, egyszersmind lehetőséget a kormány számára, hogy politikáját újragondolja.
Orbán óvta a kormánypártokat a 2008 őszére tervezett, több-biztosítós tb-rendszerről rendezendő népszavazástól. Az MDF-elnök Dávid Ibolya szerint az egészségügyi rendszer problémáit nem oldotta meg a díjak bevezetése és az eltörlésük sem. Fontosnak nevezte, hogy az orvosok kieső bevételeit valamilyen formában az állam pótolja.

### Külföldi sajtóreakciók
A külföldi sajtóban a Magyarországon évek óta folyó politikai küzdelem egyik fontos csatájának látták a szavazást. A díjak eltörlésének nem tulajdonítottak nagy jelentőséget, inkább a szavazás eredményének a hatalmi vetélkedésre gyakorolt hatásait elemezték. A különböző sajtótermékek értékelései megegyeztek abban, hogy a kormányzó Magyar Szocialista Párt súlyos vereséget szenvedett a népszavazáson és Orbán Viktor először tudta legyőzni Gyurcsány Ferencet annak feltűnése óta. Az osztrák Die Presse szerint Gyurcsány Ferenc csattanós pofont kapott a választóktól, ennek pedig a saját maga által kezdeményezett reformfolyamat volt a kiváltó oka. A brit Financial Times gazdasági lap szerint a szavazás mindössze a kormány és a jobboldali ellenzék közötti csata része, de alkalmas volt arra, hogy elriassza a befektetőket.
Megjegyezték ugyanakkor, hogy Orbán Viktor a szavazás eredményével a háta mögött sem képes a kormány lemondatására, Gyurcsány Ferenc távozása pedig csak önként vagy a baloldali párton belüli érdekcsoportok elégedetlensége révén következhet be.

## Politikai következmények
A népszavazás első következményei már az urnazáráskor megmutatkoztak. 2008. március 9-én a szavazókörök zárását követő percben (tehát akár az első részeredmények ismerete nélkül) Gyurcsány Ferenc az Országházban televíziókamerák előtt bejelentette, hogy eredményes népszavazás esetén a kormány már másnap indítványozza a három díj visszavonását. Az Országgyűlés március 17-én mindhárom díj visszavonásáról döntött. Így a népszavazási kérdésekkel ellentétben a díjakat nem 2009. január 1-jétől, hanem már 2008. április 1-jétől eltörölték.
Vita bontakozott ki ugyanakkor arról, hogy a kieső díjakat pótolja-e az állam és ha igen, akkor milyen forrásból. A kormányfő vasárnapi nyilatkozata szerint „amit a népszavazás elvesz, a költségvetésnek nincs módjában, a kormánynak nincs szándékában visszapótolni ”.
Gyurcsány Ferenc miniszterelnök az MSZP pártértekezletén kifejezte azon szándékát, hogy meneszteni kívánja Horváth Ágnes egészségügyi miniszterasszonyt és javasolta az SZDSZ-nek, hogy közösen jelöljenek ki új egészségügyi minisztert. Az SZDSZ elutasította Gyurcsány javaslatát és kiállt Horváth mellett, azzal fenyegetőzve, hogy kilép a koalícióból és/vagy megvonja a miniszterelnöktől bizalmát. Gyurcsány Ferenc 2008. március 31-én április 30-i hatállyal felmentette a miniszterasszonyt. A koalíciós szerződés felrúgását jelentő lépésre válaszul az SZDSZ-frakció bejelentette: javasolni fogja ügyvivői testületének, hogy április 30-i hatállyal hívja vissza az SZDSZ-es kormánytagokat. Az aznap kora este összeült SZDSZ ügyvivői tanács a javaslatot egyhangúlag megszavazta, így a koalíció 2008. április 30-án után megszűnt.

## Egyéb történések, érdekességek
- Miskolcon Tompa Sándor MSZP-s országgyűlési képviselő 2006-os választási plakátjai kerültek újból utcára valahonnan, rajtuk az akkori „Igen” szlogennel.[51]
- Szárász volt az egyetlen település, ahol az egyik kérdésben nem győztek az igenek. A vizitdíj eltörléséről szóló kérdés 8 igen, 8 nem és 1 érvénytelen szavazatot kapott.[52]
- Esztergomban az országos népszavazással egy időben helyi népszavazást is tartottak a város hosszútávú fejlesztési programjáról. Ezt Meggyes Tamás polgármester többször is bizalmi szavazásnak nevezte.[53]
- Külföldön a 3276 jegyzékbe vett magyar állampolgár közül 2822 fő szavazott. A legtöbben Londonban voksoltak, de sokan kérték jegyzékbe vételüket Németországban, Franciaországban, Ausztriában, Oroszországban és Brüsszelben is. A magyar állam 91 külképviseletén leadott szavazatok egyébként egy szavazókörnek számítanak, és körükben is az igenek nyertek.[forrás?]
- A népszavazás lebonyolítása 4 milliárd 470 millió forintba került.[54]

## Lásd még
- A Fidesz–KDNP népszavazási kezdeményezése (2006)
- Második Gyurcsány-kormány